# Ronde van de Toekomst 2011
De Ronde van de Toekomst 2011 (Frans: Tour de l'Avenir 2011) werd gehouden van 4 tot en met 11 september in Frankrijk.

## Etappe-overzicht
| etappe | datum        | start         | finish      | afstand        | winnaar         | klassementsleider |
| ------ | ------------ | ------------- | ----------- | -------------- | --------------- | ----------------- |
| 1e     | 4 september  | Yutz Haute    | Yutz Haute  | 6,6 km proloog | Michael Hepburn | Michael Hepburn   |
| 2e     | 5 september  | Yutz Haute    | Lunéville   | 160 km         | Moreno Hofland  | Michael Hepburn   |
| 3e     | 6 september  | Rambervillers | Bruyères    | 149,5 km       | Wouter Wippert  | Rohan Dennis      |
| 4e     | 7 september  | Gérardmer     | Porrentruy  | 171,5 km       | Michael Hepburn | David Boily       |
| 5e     | 8 september  | Porrentruy    | Arbois      | 153,5 km       | Nikias Arndt    | David Boily       |
| 6e     | 9 september  | Champagnole   | Champagnole | 169 km         | Romain Bardet   | David Boily       |
| 7e     | 10 september | Fasano        | Fasano      | 153,5 km       | Simon Yates     | David Boily       |
| 8e     | 11 september | Alba          | Alba        | 141,5 km       | Warren Barguil  | Esteban Chaves    |

## Eindklassementen

### Algemeen klassement
| rang | renner                  | land       | tijd        |
| ---- | ----------------------- | ---------- | ----------- |
| 1    | Esteban Chaves          | Colombia   | 28u 20' 22" |
| 2    | David Boily             | Canada     | op 0' 17"   |
| 3    | Mattia Cattaneo         | Italië     | op 0' 24"   |
| 4    | Vegard Stake Laengen    | Noorwegen  | op 0' 38"   |
| 5    | Warren Barguil          | Frankrijk  | op 1' 29"   |
| 6    | Michael Rodríguez       | Colombia   | op 1' 43"   |
| 7    | Georg Preidler          | Oostenrijk | op 1' 46"   |
| 8    | Christopher Juul Jensen | Denemarken | op 1' 48"   |
| 9    | Jordi Simón Casulleras  | Spanje     | op 1' 55"   |
| 10   | Dimitri Le Boulch       | Frankrijk  | op 2' 00"   |

### Puntenklassement
| rang | renner               | land      | punten |
| ---- | -------------------- | --------- | ------ |
| 1    | Romain Bardet        | Frankrijk | 135    |
| 2    | Jordi Simon          | Spanje    | 106    |
| 3    | Nikias Arndt         | Duitsland | 95     |
| 4    | Johan Esteban Chaves | Colombia  | 93     |
| 5    | Mattia Cattaneo      | Italië    | 66     |

### Bergklassement
| rang | renner               | land      | punten |
| ---- | -------------------- | --------- | ------ |
| 1    | Garikoitz Bravo      | Spanje    | 122    |
| 2    | Johan Esteban Chaves | Colombia  | 83     |
| 3    | Tim Wellens          | België    | 80     |
| 4    | Romain Bardet        | Frankrijk | 45     |
| 5    | Mattia Cattaneo      | Italië    | 40     |

### Ploegenklassement
| rang | land       | tijd        |
| ---- | ---------- | ----------- |
| 1    | Frankrijk  | 85u 06' 59" |
| 2    | Colombia   | op 1' 24"   |
| 3    | Oostenrijk | op 12' 11"  |
| 4    | Denemarken | op 16' 41"  |
| 5    | België     | op 16' 50"  |
| 6    | Nederland  | op 20' 18"  |